# 장훈 (삼국지)
장훈(張勳, ? ~ ?)은 중국 후한 말 원술 휘하의 무장이다. 교유와 함께 원술의 주요 장수였으며 여포, 조조 등과 싸웠다.

## 생애
193년(초평 4년) 원술이 남양군을 잃고 구강군 일대에 새로운 거점을 마련하였다. 장훈과 교유는 원술의 핵심 장수가 되었다. 197년(건안 2년) 황제를 참칭한 원술은 서주목 여포와의 관계가 걷잡을 수 없이 악화되자 장훈, 교유, 한섬, 양봉 등에게 수만 명의 대군을 줘 일곱 길에서 밀고 올라가게 했다. 진규는 한섬·양봉과 원술의 관계가 긴밀하지 않은 것을 알아채고 그 둘을 구슬릴 것을 제안하였다. 여포군이 응전하여 장훈군과의 거리가 100보가량 되었을 때 한섬과 양봉도 돌아서서 장훈군을 동시에 타격하였다. 그 탓에 대패하여 살상되거나 물에 빠져 죽은 자를 이루 헤아릴 수 없었다. 9월(음력), 원술이 진국을 침입하였다. 연주목 조조가 몸소 응징에 나섰고, 원술은 장훈·교유·이풍·양강·악취를 남겨두고 돌아갔다. 호현(苦縣) 부근에서 참패하여 장훈만 간신히 퇴각하고 다른 네 장수는 죽음을 당했다.
199년 원술의 세력이 와해되고 원술도 객사하였다. 원술의 남은 일족은 옛 부하인 여강태수 유훈에게 의탁한 반면 장훈과 장사 양홍은 회계태수 손책을 의지하려 하였다. 도중에 유훈에게 요격당하여 사로잡히고 보물들도 빼앗겼다. 이후의 행적은 기록이 없어 알 수 없다.

## 삼국지연의
사서가 아닌 소설 《삼국지연의》에서는 원술이 황제를 칭하면서 장훈도 도독(都督)에서 대장군으로 오른다. 일곱 부대 중 제1로군을 맡아 서주로 직공한 후 다른 부대를 기다리는데 밤 2경에 한섬과 양봉이 불을 지르며 여포군과 같이 기습하는 바람에 패주하고 만다. 그 후로는 등장이 없다.

## 참고 문헌
- 《후한서》75권 열전 제65 원술
- 《삼국지》1권 위서 제1 무제 조조